# 박노준
박노준(朴魯俊, 1962년 10월 26일 ~ )은 전 KBO 리그 쌍방울 레이더스의 외야수이자, 우석대학교 총장 및 프리랜서 야구해설가이다. 그의 조카는 현 KIA 타이거즈의 투수인 박건우이다.

## 생애
서울봉천초, 선린중을 거쳐 선린상고 시절에는 많은 인기를 얻었던 대표적인 고교 야구 스타였다. 고려대 경영학과(1982학번)를 졸업하고 1986년 1차 1순위 지명을 받아 OB에 입단하였다. 그러나 선린상고 및 고려대 시절의 혹사로 OB 베어스 입단 초기에는 투수와 외야수를 겸업하다가 1989년부터 외야수로 완전히 전향했다. 1992년 투수 이광우를 상대로 해태 타이거즈에 트레이드되었고, 1993년에 내야수 백인호와 함께 쌍방울로 현금 트레이드되었다. 선린상고 시절에 비해 프로에서는 기대에 미치지 못하다가, 쌍방울 레이더스에서 1994년 데뷔 첫 3할 타율을 기록하고 골든 글러브 (외야수 부문)을 수상하였다. 하지만 1996년에 입은 무릎 십자 인대 부상으로 1997년에 현역에서 은퇴하였다.
은퇴 후 1998년부터 1999년까지 토론토 블루제이스와 뉴욕 메츠에서 지도자 연수를 받았다. 하지만 현장 지도자로는 나서지 않고, 2000년 iTV을 시작으로 2001년부터 SBS에서 해설가로 활동하기 시작했다.
2008년에 우리 히어로즈의 단장으로 선임됐으나, 구단 수뇌부와 마찰을 빚어 같은 해 10월 2일에 사퇴하고 같은 해 포스트 시즌 때 SBS의 해설가로 복귀하였다. SBS와 계약이 만료된 현재는 JTBC 등을 오가면서 프리랜서 야구 해설위원으로 활동하고 있고, 우석대 체육과학대학 레저스포츠학과의 교수로 정식 임용된 후에는 교육계에만 전념하고 있다.
2020년에 안양대학교 총장이 되면서 야구인 최초로 대학 총장이 되었다. 2024년 2월까지 안양대학교 총장을 역임했고, 2024년 3월에 우석대학교의 총장으로 취임했다.

## 유행어
- 벌렸죠? 스플리터에요.
- 인사이드파크 호텔!(인사이드 더 파크 홈런을 실수로 발음)

## 방송
- 2013년 SBS 스포츠 트라이아웃, 나는 투수다!

## 학력
- 서울봉천초등학교
- 선린중학교
- 선린상업고등학교
- 고려대학교 경영학과 학사 (1982학번)
- 성균관대학교 대학원 스포츠산업학 석사
- 호서대학교 대학원 벤처경영학 박사

## 통산 기록
```
* 투수 
```

|      |    |          |        |    |    |    |      |      |      |      |        |        |       |        |      |        |
| 년도 | 팀 | 평균자책 | 경기수 | 승 | 패 | 세 | 홀드 | 완투 | 완봉 | 이닝 | 피안타 | 피홈런 | 4사구 | 탈삼진 | 실점 | 자책점 |

| 1986 | OB    | 2.28  | 33 | 5 | 6 | 7 | 0 | 1 | 0 | 110 1/3 | 91  | 4 | 38 | 61 | 34 | 28 |
| 1987 | OB    | 6.19  | 9  | 0 | 1 | 0 | 0 | 0 | 0 | 16      | 16  | 3 | 15 | 8  | 11 | 11 |
| 1988 | OB    | 18.00 | 1  | 0 | 0 | 0 | 0 | 0 | 0 | 3       | 5   | 0 | 2  | 1  | 6  | 6  |
| 통산 | 3시즌 | 3.13  | 43 | 5 | 7 | 7 | 0 | 1 | 0 | 129 1/3 | 112 | 7 | 55 | 70 | 51 | 45 |

|      |    |      |        |      |      |       |       |      |      |      |      |          |       |      |        |        |        |
| 년도 | 팀 | 타율 | 경기수 | 타수 | 안타 | 2루타 | 3루타 | 홈런 | 타점 | 득점 | 도루 | 도루실패 | 4사구 | 삼진 | 병살타 | 희생타 | 장타율 |

| 1986 | OB     | 0.173 | 17   | 52   | 9   | 1   | 2  | 0  | 1   | 3   | 0   | 2  | 2   | 2   | 2  | 0  | 0.269 |
| 1987 | OB     | 0.315 | 34   | 89   | 28  | 4   | 2  | 0  | 7   | 8   | 2   | 2  | 8   | 9   | 1  | 3  | 0.404 |
| 1988 | OB     | 0.240 | 67   | 146  | 35  | 5   | 2  | 4  | 20  | 18  | 0   | 1  | 12  | 19  | 3  | 4  | 0.384 |
| 1989 | OB     | 0.298 | 107  | 326  | 97  | 12  | 2  | 0  | 26  | 54  | 25  | 14 | 39  | 32  | 3  | 17 | 0.347 |
| 1990 | OB     | 0.249 | 106  | 342  | 85  | 9   | 2  | 3  | 24  | 37  | 13  | 8  | 26  | 35  | 5  | 11 | 0.313 |
| 1991 | OB     | 0.293 | 120  | 430  | 126 | 17  | 4  | 5  | 39  | 60  | 19  | 12 | 34  | 40  | 2  | 6  | 0.386 |
| 1992 | 해태   | 0.239 | 92   | 238  | 57  | 11  | 3  | 2  | 28  | 39  | 11  | 5  | 22  | 16  | 6  | 3  | 0.336 |
| 1993 | 쌍방울 | 0.227 | 113  | 331  | 75  | 14  | 3  | 0  | 26  | 28  | 14  | 6  | 29  | 46  | 3  | 6  | 0.287 |
| 1994 | 쌍방울 | 0.303 | 108  | 340  | 103 | 15  | 1  | 3  | 36  | 44  | 43  | 15 | 39  | 25  | 2  | 12 | 0.379 |
| 1995 | 쌍방울 | 0.220 | 107  | 332  | 73  | 11  | 3  | 2  | 20  | 39  | 20  | 6  | 21  | 40  | 4  | 18 | 0.289 |
| 1996 | 쌍방울 | 0.345 | 52   | 139  | 48  | 7   | 1  | 4  | 20  | 15  | 1   | 0  | 11  | 17  | 2  | 3  | 0.496 |
| 1997 | 쌍방울 | 0.187 | 93   | 155  | 29  | 4   | 2  | 5  | 19  | 23  | 6   | 2  | 24  | 21  | 6  | 9  | 0.335 |
| 통산 | 12시즌 | 0.262 | 1016 | 2920 | 765 | 110 | 27 | 28 | 266 | 368 | 154 | 73 | 267 | 302 | 39 | 92 | 0.347 |

## 수상 경력
- 1979년 대통령배 전국고교야구대회 MVP
- 1979년 청룡기 전국고교야구대회 감투상
- 1980년 청룡기 전국고교야구대회 MVP
- 1980년 황금사자기 전국고교야구대회 MVP
- 1981년 청룡기 전국고교야구대회 감투상
- 1981년 봉황대기 전국고교야구대회 감투상
- 1982년 대통령기 전국대학야구대회 MVP
- 1982년 체육훈장 백마장(4등급)
- 1994년 프로야구 골든글러브상(외야수 부문)

## 경력
- 1998년 토론토 블루제이스 연수코치
- 1999년 뉴욕 메츠 연수코치
- 2000년 ITV 경인방송 야구해설위원
- 2001년 ~ 2007년 SBS 야구해설위원
- 2008년 우리히어로즈 야구단 단장
- 2009년 ~ 2020년 우석대학교 레저스포츠학과 교수
- 2013년 ~ 대한야구협회 기획&마케팅 이사
- 2013년 제2회 대한민국야구박람회 조직위원장
- 2020년 ~ 2024년 안양대학교 총장
- 2024년 ~ 우석대학교 총장